# Chlaenius pubifer
Chlaenius pubifer is een keversoort uit de familie van de loopkevers (Carabidae). De wetenschappelijke naam van de soort is voor het eerst geldig gepubliceerd in 1876 door  baron Maximilien de Chaudoir. De soort komt voor op Madagaskar.